# Грір Стівенс
Грір Стівенс (англ. Greer Stevens; нар. 15 лютого 1957) — колишня південноафриканська тенісистка.
Найвищу одиночну позицію світового рейтингу — 7 місце досягла 7 липня 1980 року.
Здобула 4 одиночні та 5 парних титулів.
Перемагала на турнірах Великого шолома в змішаному парному розряді.
Завершила кар'єру 1980 року.

## Фінали турнірів Великого шолома

### Мікст: 3 (3 перемоги)
| Результат | Рік  | Турнір                           | Покриття | Партнерка  | Суперниці                 | Рахунок       |
| --------- | ---- | -------------------------------- | -------- | ---------- | ------------------------- | ------------- |
| Перемога  | 1977 | Вімблдонський турнір             | Трава    | Боб Г'юїтт | Бетті Стеве Фрю Макміллан | 3–6, 7–5, 6–4 |
| Перемога  | 1979 | Вімблдонський турнір             | Трава    | Боб Г'юїтт | Бетті Стеве Фрю Макміллан | 7–5, 7–6      |
| Перемога  | 1979 | Відкритий чемпіонат США з тенісу | Тверде   | Боб Г'юїтт | Бетті Стеве Фрю Макміллан | 6–3, 7–5      |

## Фінали Туру WTA

### Одиночний розряд: 6 (4–2)
| Легенда                             |
| Турніри Великого шолома (0–0)       |
| Турніри Туру WTA (0–0)              |
| Вірджинія Слімс, Avon та інші (4–2) |

| Фінали за покриттям |
| Тверде (0–1)        |
| Трава (3–0)         |
| Ґрунт (0–0)         |
| Килим (1–1)         |

| Результат | W/L | Дата     | Турнір                             | Покриття  | Суперниця           | Рахунок       |
| --------- | --- | -------- | ---------------------------------- | --------- | ------------------- | ------------- |
| Перемога  | 1–0 | Тра 1975 | Сербітон                           | Трава     | Патті Гоган         | 6–1, 6–4      |
| Перемога  | 2–0 | Чер 1975 | Chichester                         | Трава     | Террі Голледей      | 6–7, 6–4, 6–3 |
| Перемога  | 3–0 | Чер 1975 | Бекенгем                           | Трава     | Патті Гоган         | 4–6, 6–3, 6–4 |
| Перемога  | 4–0 | Січ 1979 | Avon Championships of Florida 1979 | Килим (i) | Діанне Фромгольтц   | 6–4, 2–6, 6–4 |
| Поразка   | 4–1 | Січ 1980 | Kansas City                        | Килим (i) | Мартіна Навратілова | 6–0, 6–2      |
| Поразка   | 4–2 | Лип 1980 | Монреаль                           | Тверде    | Мартіна Навратілова | 6–2, 6–1      |

### Парний розряд: 17 (5–12)
| Легенда                              |
| Турніри Великого шолома (0–0)        |
| Турніри Туру WTA (0–0)               |
| Вірджинія Слімс, Avon та інші (5–12) |

| Фінали за покриттям |
| Тверде (0–3)        |
| Трава (2–2)         |
| Ґрунт (2–2)         |
| Килим (1–5)         |

| Результат | Ранг | Дата            | Турнір                             | Покриття  | Партнерка        | Суперниці                               | Рахунок       |
| --------- | ---- | --------------- | ---------------------------------- | --------- | ---------------- | --------------------------------------- | ------------- |
| Поразка   | 1.   | 3 червня 1974   | Manchester                         | Трава     | Патті Гоган      | Леслі Чарлз С'ю Меппін                  | 6–1, 6–3      |
| Перемога  | 1.   | 10 червня 1974  | Бекенгем                           | Трава     | Ровена Сандерс   | Селлі Грір Бетсі Нагелсен               | 6–2, 6–4      |
| Поразка   | 2.   | 9 грудня 1974   | Bloemfontein                       | Тверде    | Елісон Макміллан | Лінкі Бошофф Шерон Волш                 | 6–1, 6–3      |
| Поразка   | 3.   | 12 травня 1975  | Борнмут                            | Ґрунт     | Лінкі Бошофф     | Леслі Чарлз С'ю Меппін                  | 6–3, 6–3      |
| Перемога  | 2.   | 19 травня 1975  | Guildford                          | Ґрунт     | Патті Гоган      | Леслі Чарлз С'ю Меппін                  | 6–0, 6–3      |
| Перемога  | 3.   | 26 травня 1975  | Сербітон                           | Трава     | Патті Гоган      | Ліндсі Блечфорд Джуді Тегарт            | 7–9, 6–1, 9–7 |
| Поразка   | 4.   | 2 червня 1975   | Chichester                         | Трава     | Патті Гоган      | Карен Крантцке Джуді Тегарт-Долтон      | 4–6, 6–1, 6–4 |
| Перемога  | 4.   | 18 серпня 1975  | Саут-Орандж                        | Ґрунт     | Крістін Шоу      | Кетлін Гартер Кеті Мей                  | w/o           |
| Поразка   | 5.   | 25 січня 1976   | McAllen, Texas                     | Тверде    | Дженні Даймонд   | Ісабель Фернандес де Сото Міма Яушовець | 6–1, 6–2      |
| Поразка   | 6.   | 15 березня 1976 | Даллас                             | Килим (i) | Маріта Редондо   | Енн Геррант Енн Кійомура                | 6–3, 4–6, 6–4 |
| Перемога  | 5.   | 28 лютого 1977  | Silicon Valley Classic             | Килим (i) | Керрі Мелвілл    | Сью Баркер Енн Кійомура                 | 6–3, 6–1      |
| Поразка   | 7.   | 7 березня 1977  | Даллас                             | Килим (i) | Керрі Рід        | Мартіна Навратілова Бетті Стеве         | 6–2, 6–4      |
| Поразка   | 8.   | 20 квітня 1978  | Volvo Car Open                     | Ґрунт     | Джоанн Расселл   | Біллі Джин Кінг Мартіна Навратілова     | 6–3, 7–5      |
| Поразка   | 9.   | 29 січня 1979   | Avon Championships of Chicago 1979 | Килим (i) | Ілана Клосс      | Розмарі Касалс Бетті Енн Грабб Стюарт   | 3–6, 7–5, 7–5 |
| Поразка   | 10.  | 28 січня 1980   | Avon Championships of Seattle 1980 | Килим (i) | Вірджинія Вейд   | Розмарі Касалс Венді Тернбулл           | 6–4, 2–6, 7–5 |
| Поразка   | 11.  | 11 лютого 1980  | Silicon Valley Classic             | Килим (i) | Вірджинія Вейд   | Сью Баркер Енн Кійомура                 | 6–0, 6–4      |
| Поразка   | 12.  | 14 липня 1980   | Монреаль                           | Тверде    | Енн Кійомура     | Пем Шрайвер Енн Сміт                    | 6–0, 6–4      |

## Часова шкала турнірів Великого шлему в одиночному розряді
| W | Ф | ПФ | ЧФ | #Р | КТ | К# | DNQ | A | NH |

| Турнір                                 | 1974  | 1975  | 1976  | 1977  | 1977  | 1978  | 1979  | 1980  | Career SR |
| -------------------------------------- | ----- | ----- | ----- | ----- | ----- | ----- | ----- | ----- | --------- |
| Відкритий чемпіонат Австралії з тенісу |       |       |       |       |       |       |       | ЧФ    | 0 / 1     |
| Відкритий чемпіонат Франції з тенісу   |       |       |       |       |       |       |       |       | 0 / 0     |
| Вімблдонський турнір                   | 3р    | 3р    | 4р    | 4р    | 4р    |       | 4р    | ЧФ    | 0 / 6     |
| Відкритий чемпіонат США з тенісу       |       | 3р    | 2р    | 2р    | 2р    |       | 4р    | 1р    | 0 / 5     |
| SR                                     | 0 / 1 | 0 / 2 | 0 / 2 | 0 / 2 | 0 / 2 | 0 / 0 | 0 / 2 | 0 / 3 | 0 / 12    |
| Рейтинг на кінець року                 |       | 48    | 17    | 13    | 13    | 17    | 12    | 10    |           |

Нотатка: 1977 року Відкритий чемпіонат Австралії відбувся двічі: в січні та грудні.